# Hidroxipropil-cellulóz
A hidroxipropil-cellulóz (más néven cellulóz, 2-hidroxipropil-éter vagy E463) egy a cellulózból mesterséges úton előállított vegyület, mely mind vízben, mind szerves oldószerekben oldható.

## Kémiai felépítése
A hidroxipropil-cellulóz a cellulóztól annyiban különbözik, hogy a cellulózban lévő hidroxilcsoportokban (-OH) található hidrogént néhány helyen hidroxipropillálják, azaz -OCH2CH(OH)CH3 lesz belőle. A hidroxipropil-cellulóz különböző fajtáit a benne található hidroxipropil-csoportok száma határozza meg. A cellulóz egy glükózból álló polimer, így minden egyes glükózhoz három darab hidroxipropil-csoport csatlakozhat. Ezt 3,0 DS-ként jelölik (DS = degree of substitution = a hidrogén metilcsoporttal való helyettesítésének mértéke). Egyes esetekben ez 3,0 DS-nél is magasabb lehet, mert a hidroxipropil-csoportokban lévő hidroxilcsoportokhoz újabb hidroxipropil-csoport kapcsolódhat, így egy glükózmolekulán akár több ilyen csoport is lehet.
45 °C fölött vízben nem oldható.
CAS száma: 9004-64-2

## Felhasználása
Mesterséges könnyként alkalmazzák olyan egyének esetén, akiknél a könnytermelés során problémák merültek fel.
Élelmiszerek esetén térfogatnövelőként, emulgeálószerként, és stabilizálószerként alkalmazzák E463 néven.

## Egészségügyi hatások
Napi maximum beviteli mennyisége nincs meghatározva. Nagy mennyiségben fogyasztva puffadást, hasmenést okozhat.